# Sukkertoppen (Svalbard)
 Der er flere lokaliteter med dette navn, se Sukkertoppen (flertydig).
Sukkertoppen er et bjerg ved Longyearbyen på øgruppen Svalbard. Højden er 371 moh.
Bjerget er det højeste punkt tættest på Longyearbyen. Det er beliggende på østsiden af Longyeardalen, umiddelbart sydøst for byens centrum, og nordøst for Gruvefjellet. På bjerget findes resterne af den nedlagte kulmine Gruve 2b, som nu er fredet.
Den 19. december 2015 rullede en lavine ned af Sukkertoppen, og ødelagde ti huse i Nybyen. Én 42-årig mand blev dræbt på stedet, og flere personer såret ved ulykken. Dagen efter omkom et barn, som var blevet hårdt kvæstet af lavinen.